# Die nackte Wahrheit (2009)
Die nackte Wahrheit ist eine US-amerikanische romantische Komödie aus dem Jahr 2009. Die Hauptrollen spielen Katherine Heigl und Gerard Butler.

## Handlung
Abby Richter arbeitet als Produzentin bei einem lokalen Fernsehsender und stellt hohe Ansprüche an den seit langer Zeit gesuchten idealen Mann. Da die Quoten ihrer Sendung in letzter Zeit nachlassen, heuert ihr Chef den Gastmoderator Mike Chadway an, der unter dem Titel Die nackte Wahrheit mit vulgärem Humor Frauen und ihre Beziehungen analysiert.
Als Abby in ihrem neuen Nachbarn Colin den perfekten Mann findet, hilft Mike ihr, mit ihm zusammenzukommen. Als jedoch ein geplanter Trip des vermeintlich glücklich verliebten Pärchens wegen einer geschäftlichen Reise mit Mike abgesagt werden muss, kommt es zu einem Kuss zwischen Mike und Abby. Als Abby anschließend auf ihrem Hotelzimmer ist, wird sie von Colin überrascht. Während sie es sich gemütlich machen, kommt Mike zu Abbys Hotelzimmer, zieht sich jedoch sofort zurück, als er Colin sieht. Daraufhin erkennt Abby, dass Colin sie nur liebt, weil sie sich nach Anweisung von Mike verstellt hat. Sie macht noch am selben Abend mit Colin Schluss und muss am nächsten Arbeitstag feststellen, dass Mike gekündigt hat und zu einem anderen lokalen Sender gewechselt ist.
Bei einem Heißluftballonfestival übernimmt Abby spontan die Moderation von Mikes Nachfolger und macht sich mit Anspielungen auf die vergangenen Ereignisse über Männer lustig. Mike unterbricht ihre Reportage, und es kommt zu einer Diskussion vor laufender Kamera über ihre Beziehung und den Kuss auf der Reise. Als der Ballon schließlich abhebt, sendet der Sender noch ohne das Wissen der beiden von der Bordkamera aus, während sie sich weiterhin streiten. Als Mike gesteht, dass er Abby liebt, kommt es zu einer Versöhnung.

## Hintergrund
Die nackte Wahrheit wurde in Los Angeles und Ojai gedreht. Die Dreharbeiten begannen im April 2008. Das Budget des Films wurde auf 38 Millionen US-Dollar geschätzt. Am 16. Juli 2009 feierte der Film in Hollywood seine Premiere und lief am 24. Juli 2009 in den US-amerikanischen Kinos an. In Deutschland und der Schweiz war er ab dem 1. Oktober 2009 zu sehen, in den Kinos in Österreich wurde er einen Tag später gezeigt. Am Eröffnungswochenende wurden in den USA über 27,6 Millionen US-Dollar eingespielt. Insgesamt beliefen sich die Einnahmen in den USA auf über 88,9 Millionen US-Dollar. Weltweit stehen Einnahmen von über 180 Millionen US-Dollar zu Buche.
Der Soundtrack zum Film erschien am 1. Juni 2009 bei Lakeshore Entertainment.

## Nominierungen und Auszeichnungen
Bei den Teen Choice Awards 2009 wurde der Film in der Kategorie Choice Summer Movie: Romance nominiert, während Katherine Heigl in der Kategorie Choice Summer Movie Star: Female nominiert wurde. Eine weitere Nominierung erhielt Katherine Heigl ebenfalls 2009 bei den Satellite Awards, bei denen sie in der Kategorie Best Actress in a Motion Picture, Comedy or Musical mit einer Nominierung bedacht wurde.

## Kritik
Die Auswertung der amerikanischen Filmkritiken durch Rotten Tomatoes ergab einen sehr schlechten Wert von nur 13 % positiven Kritiken. Kritisiert wurden vor allem, dass auch die durchaus engagiert agierenden Hauptdarsteller nicht über die Schwächen des schablonenhaften Drehbuchs hinwegtäuschen konnten.
Die Redaktion von fm5 urteilt: „Auf dem Weg zum Happy End werden in »The Ugly Truth – Die nackte Wahrheit« nicht nur zahlreiche Klischees zertrampelt, sondern auch echte Lacher gebracht. Gerard Butler ist die Rolle des derben Machos perfekt auf den Leib geschnitten und auch Katherine Heigl nimmt man die biedere und hoffnungslose Romantikerin ab. Eine vorhersehbare, aber witzige Romantikkomödie, die sogar manchen Männern gefallen dürfte.“
Peter Koberger aus der Redaktion von kino.de resümiert: „Stimulation und Situation brauchen einander nicht, bissige Dialoge, platter Witz und satirische Elemente können nebeneinander existieren und Zuschauer sich […] amüsieren, wenn sie vor allem den beiden Stars vertrauen. Denn Heigl und Butler sind starke Unterhaltungswaffen in dieser sehr ansehnlich fotografierten Komödie, auch wenn sie nicht immer die passende Munition bekommen.“
Harald Mühlbeyer von Cinefacts sah eine „romantische Komödie ohne grobe Schnitzer und ohne Originalität“.
Carsten Baumgardt von Filmstarts fand kritische Worte für den Film, zugleich lobende Anerkennung für den Protagonisten der Screwball-Komödie: „Allein der hervorragend aufspielende Gerard Butler hievt die überdrehte Reißbrett-Farce zumindest ins Mittelmaß. […] Während Butler nämlich mit Spaß, Ironie und Charisma gegen sich andeutende Klischeefallen anspielt, muss Heigl einen Spießrutenlauf durch die Fettnäpfchen absolvieren, der in einer unsäglichen Harry und Sally-Gedächtnisszene gipfelt.[…]“ Trotz der Kritik hält Baumgardt den Film insbesondere „für romantische Herzen“ geeignet, „wenn die Ansprüche vorab nicht zu hoch geschraubt werden.“ Denn es „bieten die Dialoge allen Vorhersehbarkeiten zum Trotz einige nette Spitzen im Kampf der Geschlechter.“
Kurz und knapp urteilt das Lexikon des internationalen Films: „Eine formelhafte romantische Komödie, die allenfalls durch gezielte Verstöße gegen den bürgerlichen Anstand etwas Leben entfaltet.“